# حسن أباد (مشكين شهر)
حسن أباد هي قرية في مقاطعة مشكين شهر، إيران. عدد سكان هذه القرية هو 267 في سنة 2006.